# Australogyra zelli
Australogyra zelli е вид корал от семейство Faviidae. Видът е уязвим и сериозно застрашен от изчезване.

## Разпространение и местообитание
Разпространен е в Австралия, Виетнам, Индонезия, Камбоджа, Малайзия, Папуа Нова Гвинея, Провинции в КНР, Сингапур, Соломонови острови, Тайван, Тайланд и Филипини.
Среща се на дълбочина от 4 до 13 m, при температура на водата от 26,5 до 26,7 °C и соленост 35 – 35,1 ‰.

## Описание
Популацията на вида е намаляваща.